# Pomatocalpa
Pomatocalpa – rodzaj roślin z rodziny storczykowatych (Orchidaceae). Obejmuje 23 gatunki. Wszystkie to epifity lub litofity rosnące w bagiennych i przybrzeżnych lasach, lasach namorzynowych na wysokościach do 750 m n.p.m. Występują w południowo-wschodniej Azji, w północno-wschodniej Australii i na wyspach zachodniego Pacyfiku w takich krajach i regionach jak: Andamany, Asam, Bangladesz, Borneo, południowo-wschodnie Chiny, wschodnie Himalaje, Fidżi, Hajnan, Indie, Jawa, Laos, Małe Wyspy Sundajskie, Malezja, Moluki, Mjanma, Nowa Gwinea, Nikobary, Filipiny, Queensland, Wyspy Salomona, Sri Lanka, Celebes, Sumatra, Tajwan, Tajlandia, Vanuatu, Wietnam.

## Systematyka
Rodzaj sklasyfikowany do podplemienia Aeridinae w plemieniu Vandeae, podrodzina epidendronowe (Epidendroideae), rodzina storczykowate (Orchidaceae), rząd szparagowce (Asparagales) w obrębie roślin jednoliściennych.
Wykaz gatunków
- Pomatocalpa angustifolium Seidenf.
- Pomatocalpa arachnanthe (Ridl.) J.J.Sm.
- Pomatocalpa armigerum (King & Pantl.) Tang & F.T.Wang
- Pomatocalpa bhutanicum N.P.Balakr.
- Pomatocalpa bicolor (Lindl.) J.J.Sm.
- Pomatocalpa decipiens (Lindl.) J.J.Sm.
- Pomatocalpa diffusum Breda
- Pomatocalpa floresanum J.J.Sm.
- Pomatocalpa fuscum (Lindl.) J.J.Sm.
- Pomatocalpa grande Seidenf.
- Pomatocalpa koordersii (Rolfe) J.J.Sm.
- Pomatocalpa kunstleri (Hook.f.) J.J.Sm.
- Pomatocalpa linearipetalum J.J.Sm.
- Pomatocalpa macphersonii (F.Muell.) T.E.Hunt
- Pomatocalpa maculosum (Lindl.) J.J.Sm.
- Pomatocalpa marsupiale (Kraenzl.) J.J.Sm.
- Pomatocalpa parvum (Ridl.) J.J.Sm.
- Pomatocalpa simalurense J.J.Sm.
- Pomatocalpa sphaetophorum (Schltr.) J.J.Sm.
- Pomatocalpa spicatum Breda
- Pomatocalpa tonkinense (Gagnep.) Seidenf.
- Pomatocalpa truncatum (J.J.Sm.) J.J.Sm.
- Pomatocalpa undulatum (Lindl.) J.J.Sm.